# Igor Presnyakov
Pour les articles homonymes, voir Presniakov.
 (juin 2021).
Si vous disposez d'ouvrages ou d'articles de référence ou si vous connaissez des sites web de qualité traitant du thème abordé ici, merci de compléter l'article en donnant les références utiles à sa vérifiabilité et en les liant à la section « Notes et références ».
Igor Presnyakov (en russe : Игорь Витальевич Пресняков, Igor Vitalievitch Presniakov) est un guitariste, auteur, compositeur d'origine russe, résidant aux Pays-Bas. En Russie, il a étudié la guitare classique : il sort diplômé en tant que guitariste et chef d'orchestre pour des ensembles. Il a 35 années d'expérience en guitare et n'a pas de style musical défini (il peut jouer du jazz comme il peut jouer de la pop ou du rock ou autres). Principalement connu grâce à sa page sur YouTube, il a, à ce jour, sorti 3 albums avec le label indépendant PMP. En dehors de sa carrière solo il a travaillé avec de nombreux artistes. On peut attribuer sa renommée à ses reprises acoustiques magnifiquement jouées et à son jeu pour le moins impressionnant (le guitare fingerstyle).

## Interprétations
Igor Presnyakov joue essentiellement les morceaux les plus connus de grands groupes (comme The Unforgiven et Fade to Black de Metallica, Californication et Snow (Hey Oh) des Red Hot Chili Peppers, Sultans of Swing de Dire Straits, etc.). Cependant son premier album contient des morceaux de sa propre composition. Sa vidéo la plus vue sur YouTube est sa reprise de Asal Kau Bahagia de Armada avec 423 012 370 vues (information du 17 Juillet 2023).

## Albums
- Chunky Strings (2010)
- Acoustic Rock Ballad Cover (2011)
- Acoustic Pop Ballads (2011)